# Georg Nikolaus von Appolt

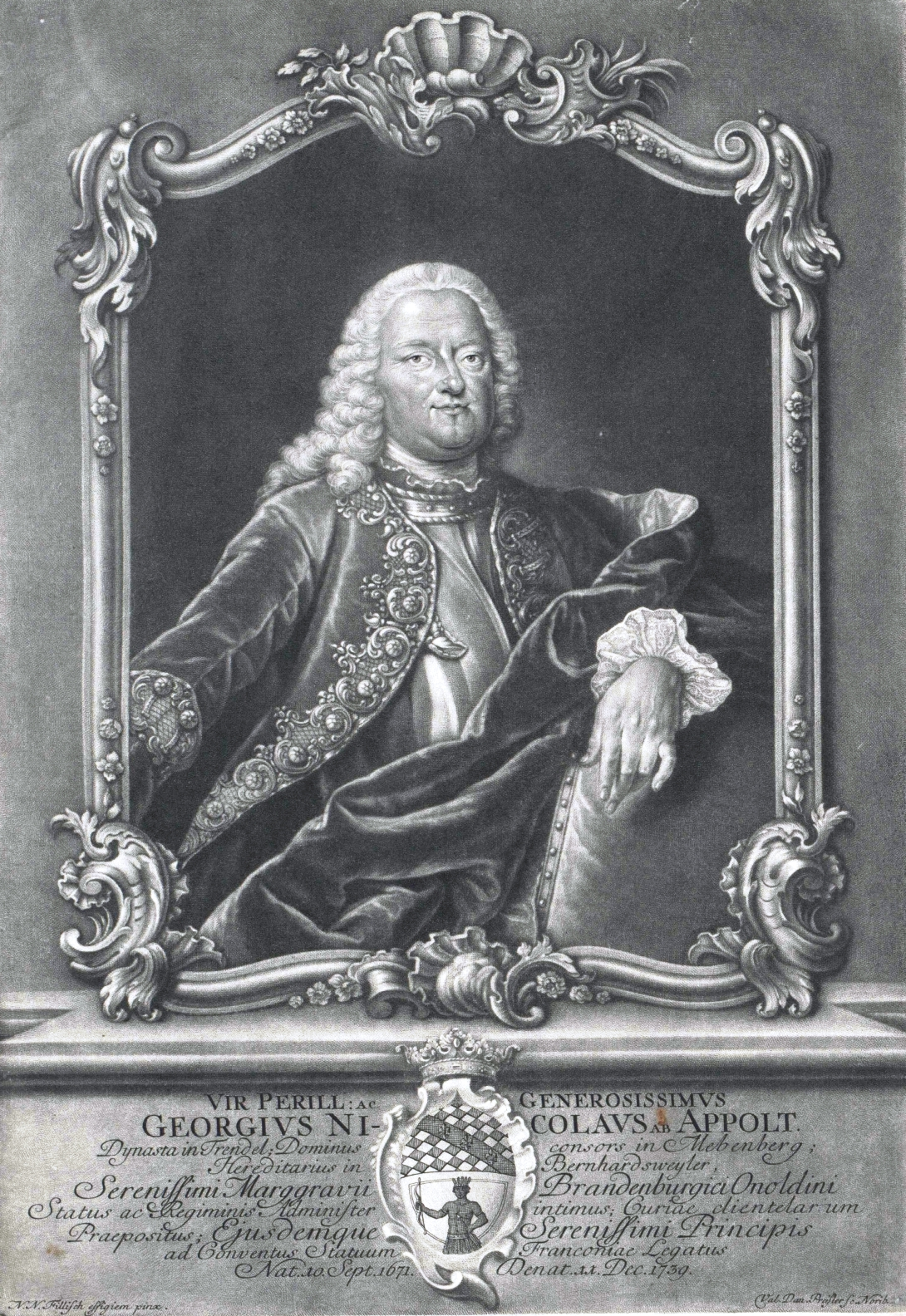
Georg Nikolaus von Appolt, Stich von Valentin Daniel Preisler

Georg Nikolaus von Appolt (* 10. September 1671 in Ansbach; † 11. Dezember 1739) war ein brandenburgisch-ansbachischer Hofbeamter.

## Leben
Georg Nikolaus von Appolt entstammte einem alten fränkischen Adelsgeschlecht. Er studierte ab 1690 in Jena und Gießen Rechtswissenschaften, wurde 1694 in Gießen promoviert und war als Geheimer Rat Leiter der Kanzlei beim Brandenburgisch-Ansbachischen Markgrafen, Lehen-Probst und Kreisgesandter.
Appolt war mit Anna Catharina von Marquart († 1731) verheiratet. Der Sohn Gotthard Friedrich (* 1703) wurde Hof- und Regierungsrat, der Sohn Christoph Friedrich (* 1710) Assessor des Landgerichts Nürnberg.